# Cratere Maupertuis
Maupertuis è un cratere lunare di 45,49 km situato nella parte nord-occidentale della faccia visibile della Luna.
Il cratere è titolato al filosofo, matematico ed astronomo Pierre Louis Moreau de Maupertuis.